# Orlatura
Orlatura, detta anche orlo, è un termine utilizzato in araldica per indicare una bordatura diminuita e posta con distacco dai lembi dello scudo.
Alcuni araldisti impiegano il termine cinta. L'orlo non va confuso con la filiera, che ha le stesse dimensioni ma è aderente ai lati dello scudo.
In Francia si usa anche il termine trescheur per indicare un orlo più stretto del normale che può presentarsi anche fiorito, controfiorito, doppio o in forma di corda attorcigliata. Un esempio classico di trescheur è quello presente nello stemma di Scozia, in cui è doppio e controfiorito. Il Ginanni lo chiama cinta merlettata. Spesso in Italia si usa il termine cinta, ma sarebbe opportuno sostituirlo in questi casi con orlatura diminuita o trescheur.
Il termine in orlo è impiegato per indicare una disposizione di figure lungo il bordo dello scudo. 

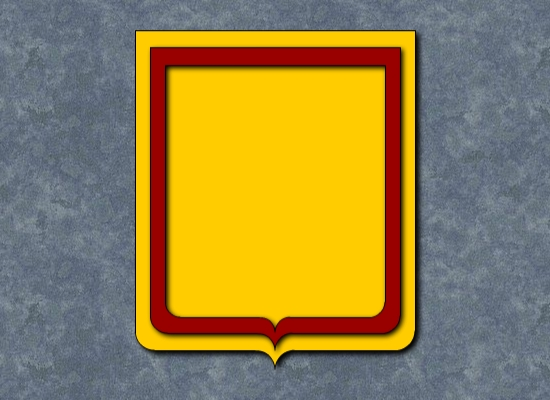
D'oro, alla orlatura di rosso
Di verde, all'orlo d'argento (frazione di Prax, Brenac, Francia)
Di rosso, all'orlo d'argento (famiglia Journe di Francia)
Sei gigli in orlo (Caltabellotta)
D'oro, al leone di rosso armato e lampassato d'azzurro, alla doppia cinta contrafiorita di rosso (Stemma reale di Scozia)